# مرغ اطلسی سرخ
مرغ اطلسی سرخ (Cnemophilus macgregorii sanguineus) که معمولاً با نام مرغ اطلسی آنتنی یا مرغ اطلسی کاکلی شناخته می‌شود و در گذشته با نام پرنده بهشتی کاکل‌داسی شناخته می‌شد، زیرگونه‌ای پرنده در تیرهٔ مرغان اطلسی (Cnemophilidae) است. این پرنده در گذشته در تیرهٔ پرندگان بهشتی (Paradisaeidae) قرار می‌گرفت تا اینکه تحقیقات ژنتیکی ثابت کرد که با آن پرندگان ارتباطی ندارد. این پرنده در شبه جزیره دم پرنده، پاپوآ گینه نو یافت می‌شود.